# Тшиляткув-Парцеля
Тшиляткув-Парцеля (пол. Trzylatków-Parcela) — село в Польщі, у гміні Блендув Груєцького повіту Мазовецького воєводства.
Населення — 68 осіб (2011).
У 1975-1998 роках село належало до Радомського воєводства.

## Демографія
Демографічна структура станом на 31 березня 2011 року:
|          | Загалом | Допрацездатний вік | Працездатний вік | Постпрацездатний вік |
| -------- | ------- | ------------------ | ---------------- | -------------------- |
| Чоловіки | 37      | 5                  | 29               | 3                    |
| Жінки    | 31      | 4                  | 21               | 6                    |
| Разом    | 68      | 9                  | 50               | 9                    |